# アメリカ宇宙軍作戦部長
アメリカ宇宙軍作戦部長 （アメリカうちゅうぐんさくせんぶちょう、英語: Chief of Space Operations、（CSO））は、法律（合衆国法典第10編第9082条 10 U.S.C. § 9082)に基づき、在任中は大将に補される。アメリカ宇宙軍の長であり、空軍参謀総長とともに空軍長官の軍事顧問となる。また、統合参謀本部のメンバーであり、アメリカ国家安全保障会議、国防長官、大統領の軍事顧問でもある。宇宙軍作戦部長は、統合参謀本部議長または統合参謀本部副議長を宇宙軍士官が務めていない限り、宇宙軍において最高位の軍人（制服組）である。
宇宙軍作戦部長は、国防総省に勤務する管理職であり、宇宙軍に対する作戦指揮権はない。宇宙軍作戦部長は、空軍長官に直属し、宇宙軍の部隊や組織を監督する。

## 歴史
宇宙軍作戦部長のポストは、2019年12月20日の宇宙軍創設とともに設置された。同日、初代の宇宙軍作戦部長としてアメリカ宇宙コマンド司令官兼空軍宇宙軍団司令官だったジョン・レイモンド空軍大将が宇宙軍大将に転属された上で指名された。2020年1月14日に、レイモンド大将がマイク・ペンス副大統領に就任を宣誓し、初代の宇宙軍作戦部長に就任した。

## 責任

### 空軍省
宇宙軍作戦部長は、空軍長官の権限、指揮、統制の下で、宇宙軍作戦本部を統括する。そして、空軍長官により承認された計画を実行するため空軍長官の執行代理人として行動し、空軍長官の決定を宇宙軍に反映させるため、その組織や軍人を監督する。また、宇宙軍作戦部長は、大統領、国防長官、空軍長官のいずれから特に指定された任務を遂行することもある。

### 統合参謀本部
宇宙軍作戦部長は、2020年12月20日に統合参謀本部の正式なメンバーとなる。宇宙軍作戦部長は、統合参謀本部のメンバーとして任務を遂行する場合は、直接国防長官に責任を負う。宇宙軍作戦部長は、統合参謀本部の他のメンバーと同様に、管理職であり、宇宙軍に対する作戦指揮権はない。

## 宇宙軍作戦本部

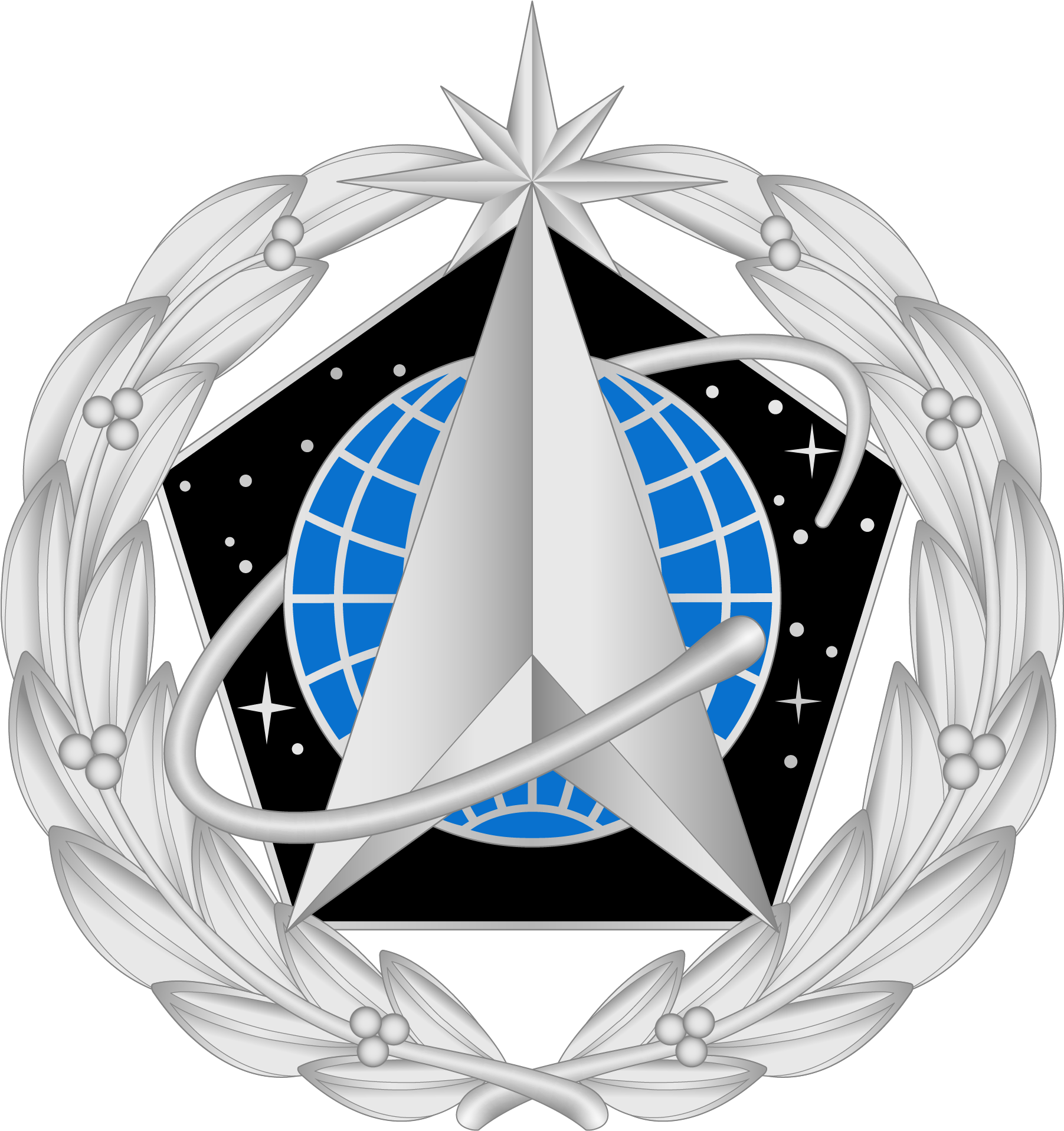
宇宙軍作戦本部徽章

宇宙軍作戦本部（The Office of the Chief of Space Operations (OCSO)）は、宇宙軍の司令部である。同じく空軍省傘下にある空軍参謀本部とともに空軍長官により監督されている。宇宙軍の能力を発揮するためにドクトリン、ガイダンス、計画の策定を担当し、空軍参謀本部と宇宙軍作戦部長の職務を支援している。宇宙軍作戦本部は、宇宙軍作戦部長、宇宙軍作戦副部長、宇宙軍最先任上級曹長を筆頭とする宇宙軍の最高幹部により構成されている。他の省庁と同様に、宇宙軍作戦本部の方針と計画の同期を監督する官房長と4人の宇宙軍作戦部長代理が置かれている。宇宙軍作戦本部は無駄のないように組織されており、4人の宇宙軍作戦部長代理は、非公式ながら、それぞれ最高人事責任者、最高業務責任者、最高技術・革新責任者、最高戦略・調達責任者という、通常の会社組織のような役職名を持っている。最高人事責任者、最高技術・革新責任者はSES-3レベルの高位の文官が務め、最高業務責任者と最高戦略・調達責任者は中将が務めている。
- 宇宙軍作戦部長 (CSO): B・チャンス・サルツマン大将
  - 宇宙軍作戦副部長 (VCSO): デビッド・D・トンプソン
    - 宇宙軍官房長: ニーナ・アルマーニョ中将
      - 宇宙軍官房副長: ウェイド・ヤマダ

    - 人事担当宇宙軍作戦部長代理 (S1): キャサリン・ケリー
      - 人事担当宇宙軍作戦部長代理補佐: トッド・L・レミントン

    - 情報担当宇宙軍作戦部長代理 (S2): グレゴリー・ギャニオン少将
      - 情報担当宇宙軍作戦部長代理補佐: ジョセフ・D・ルージュ

    - 作戦・サイバー・原子力担当宇宙軍作戦部長代理 (S3/4/6/7/10): 空席
      - 作戦・サイバー・原子力担当宇宙軍作戦部長代理補佐: トロイ・エンディコット准将
        - 作戦・サイバー・原子力担当宇宙軍作戦部長代理副補佐: ブルース・E・ハリウッド

      - 動員担当宇宙軍作戦部長代理補佐: トレイシー・キューカー＝マーフィー准将, 空軍

    - 戦略・計画・プログラム・要求・分析担当宇宙軍作戦部長代理 (S5/8): フィリップ・ギャラント中将
      - 戦略・計画・プログラム・要求・分析担当宇宙軍作戦部長代理補佐: スティーブン・L・ハート
        - 計画・プログラム担当監督官 (S8): ジェニファー・L・グラント准将, 空軍
          - プログラム担当監督官 (S8/P): ロバート・ハット准将

      - 動員担当宇宙軍作戦部長代理補佐: デイモン・S・フェルトマン准将, 空軍

    - 技術・革新担当宇宙軍作戦部長代理 (S9): リサ・コスタ博士
      - 技術・革新担当宇宙軍作戦部長代理補佐:  ロイ・V・ロックウェル大佐

  - 動員担当宇宙軍作戦部長補佐: ジョン・M・オルソン少将, 空軍
  - 宇宙軍最先任上級曹長 (CMSSF): ロジャー・タウバーマン宇宙軍最先任上級曹長

## 歴代の宇宙軍作戦部長

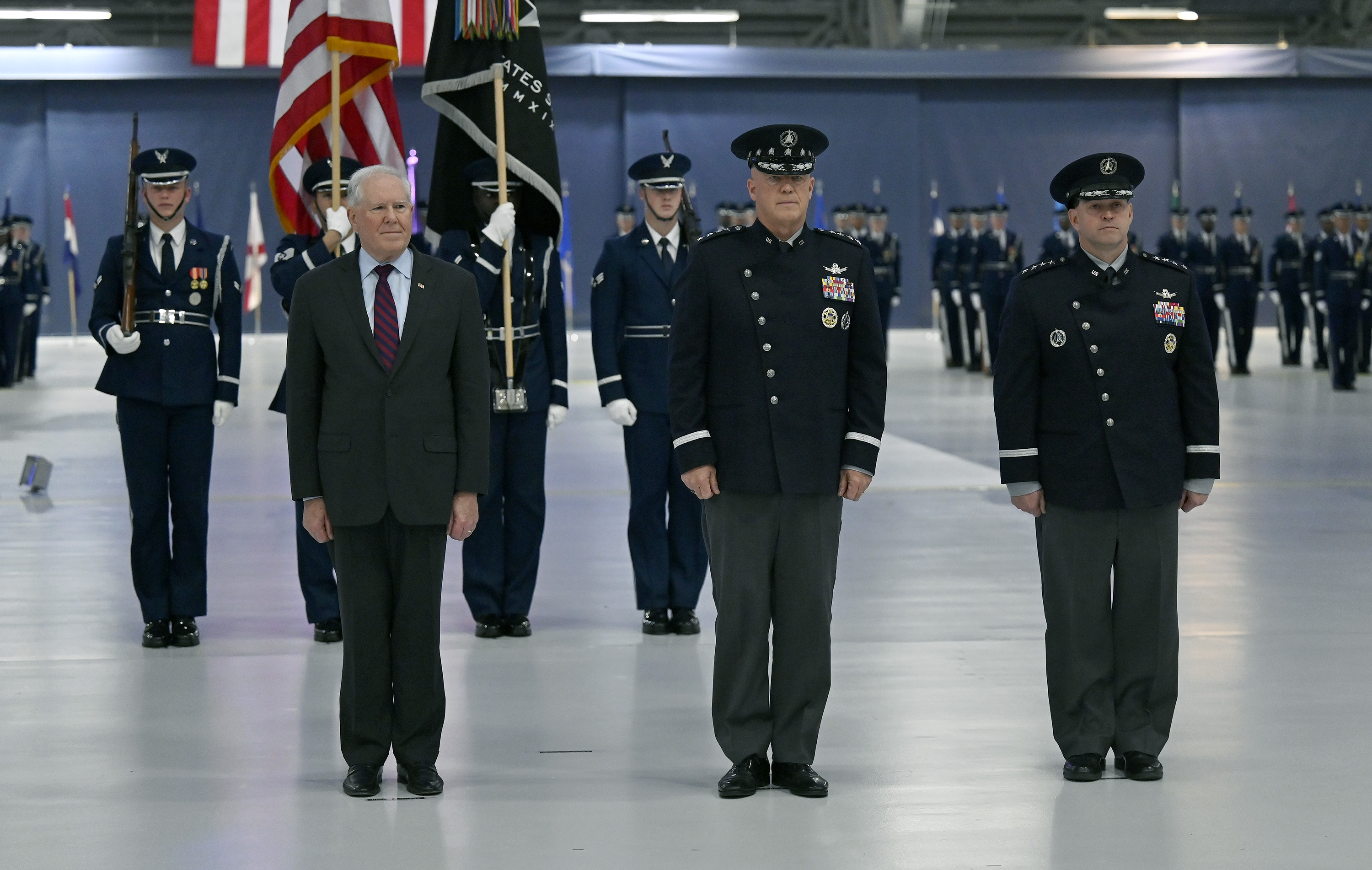
2022年に行われた宇宙軍初の責任者交代式で、レイモンド(中央)はサルツマン(右)に宇宙軍作戦部長の責任を移譲した。

| 代 | 公式写真                | 氏名                         | 任期           | 任期          | 任期       | 長官                                       | 長官                                  | 備考  |
| 代 | 公式写真                | 氏名                         | 就任日         | 退任日        | 期間       | 空軍長官                                   | 国防長官                              | 備考  |
| -- | ----------------------- | ---------------------------- | -------------- | ------------- | ---------- | ------------------------------------------ | ------------------------------------- | ----- |
| 1  | ジョン・W・レイモンド   | 大将 ジョン・W・レイモンド   | 2019年12月20日 | 2022年11月2日 | 5年, 82日  | バーバラ・バレット フランク・ケンドール3世 | マーク・エスパー ロイド・オースティン | [ 3 ] |
| 2  | B・チャンス・サルツマン | 大将 B・チャンス・サルツマン | 2022年11月2日  | Incumbent     | 2年, 130日 | フランク・ケンドール3世                    | ロイド・オースティン                  | [ 4 ] |